# غلوتامات الأرجينين
غلوتامات الأرجينين (بالإنجليزية: Arginine glutamate)‏ وتُسمى غلوتارجين، هيَ خليط من حمضين أمينين (50% أرجنين وَ50% حمض الجلوتاميك)، ويُستخدم هذا الخَليط في علاج الكَبد.